# Olaflur
El olaflur (fluoruro de amina) es un antimicrobiano catiónico que contiene fluoruro y es un ingrediente de las cremas dentales y soluciones bucales para la prevención de la caries dental. Puede tener efectos beneficiosos sobre la formación de placa dentobacteriana.

## Uso
El olaflur se ha comercializado desde 1966 y se utiliza en la forma de geles para el tratamiento de estadios tempranos de la caries, dientes sensibles, y por los dentistas para la remineralización del flúor del esmalte de los dientes dañados.

## Acción
El olaflur que se une inmediatamente y de forma irreversible a la hidroxiapatita en agua en un rango de valores de pH, fuerzas iónicas y temperaturas, los volúmenes se incrementan con la concentración.

## Uso tras implantes dentales
Los dientes perdidos pueden reemplazarse por implantes dentales. Sin embargo, es importante mantener las encías sanas alrededor de los implantes, ya que pueden ser afectadas de forma negativa por la placa dental y producir inflamación. Sobre este dato, en un estudio se mostró que no se encontraron diferencias estadísticamente significativas entre los diferentes tipos de antimicrobianos autoadministrados para conservar la salud de los tejidos blandos (fluoruro de amina (olaflur) en comparación con un enjuague bucal a base de clorhexidina).

## Toxicidad
Al igual que con otras sales de fluoruro, el olaflur es tóxico cuando se administra en dosis altas durante un período prolongado de tiempo. Sobre todo en los niños, antes de que el desarrollo de los dientes permanentes, la sobredosis puede conducir a fluorosis dental, decoloración y debilitamiento del esmalte. En los casos agudos de sobredosis, por ejemplo, cuando se traga una preparación que contiene olaflur, el calcio en cualquier vehículo oral sirve como antídoto. A menudo se utiliza la leche, ya que es por lo general lo que se tiene a mano.